# N321 (België)
De N321 is een gewestweg in België tussen Poperinge (N308/N333) en Oostvleteren (N8). De weg is ongeveer 10 kilometer lang.
De gehele weg bestaat uit twee rijstroken voor beide rijrichtingen samen.

## Plaatsen langs N321
- Poperinge
- Westvleteren
- Oostvleteren

## N321a
De N321a is een aftakkingsweg van de N321 in de plaats Westvleteren. De weg kent een lengte van ongeveer 1,2 kilometer. De weg begint en eindigt bij de N321 en verloopt via de Hogebrugstraat.